# نورمنتون، کوئینزلند
نورمنتون (به انگلیسی: Normanton) یک شهرک در استرالیا است که در Shire of Carpentaria واقع شده‌است.